# Takáts Eszter

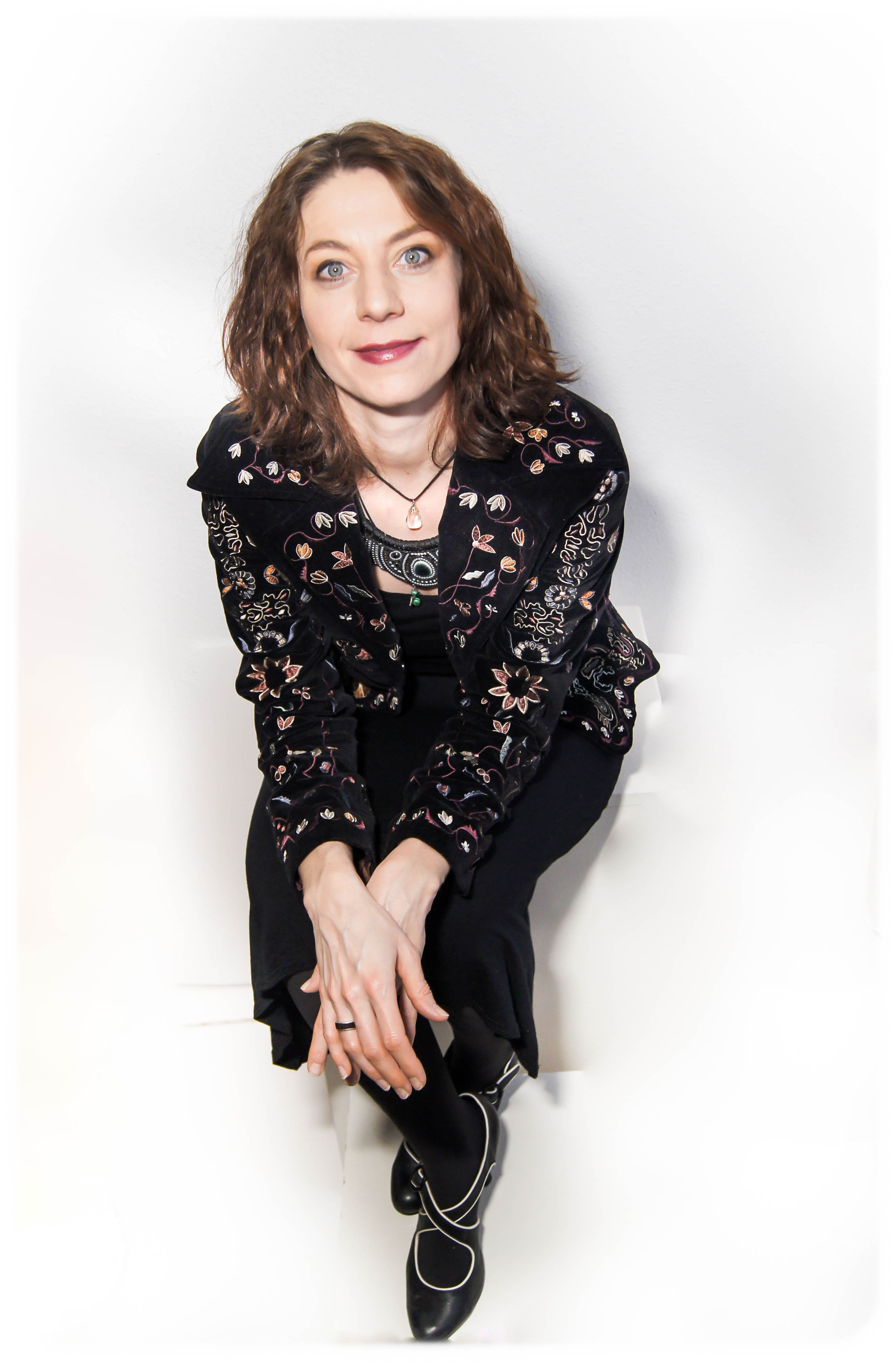
Takáts Eszter

Takáts Eszter (Pécs, 1979. november 18. –) a Veszprémi Utcazene Fesztivál korábbi nyertese, a Pécsi Tudományegyetem művészeti karának karvezetői szakán végzett pécsi dalszerző, énekes, gitáros.

## Pályakép
A szólóban és zenekari felállásban is színpadra lépő előadóművész gyerekkora óta foglalkozik zenéléssel (tizenöt éves korában került be a zalaegerszegi Free Time Band együttesbe, és a Canterina női Kamarakórusba, az egyetem alatt pedig tagja volt a Pécsi Kamarakórusnak, alt szólistaként is).
Első önálló kiadású lemeze a Rövidtáv címet viseli, második albumát a Gumizsuzsi zenekarral közösen adta ki (Kaucsuk Szuzie), 2009-ben megjelent harmadik korongja pedig a Ha egy nő szeret… címet viseli. Sanzonos-jazzes-hippis dallamait, előadásmódját hasonlítják Koncz Zsuzsáéhoz és Suzanne Vegáéhoz is, mégsem lehet igazán besorolni művészetét egyik zenei kategóriába sem; ő maga „mezítlábas városi folknak” nevezi. A Petőfi Rádiónak köszönhetően sláger lett a Postás és a Drága idő című száma. 2011-ben jelent meg Keményvaj című EP-je (producer: Müller Péter Sziámi), amit hamarosan a Karcos üdvözlet album követett. Bár Takáts Eszter általában saját dalait adja elő, az új lemezen szerepel egy megzenésített Halmai Tamás-vers is.
Takáts Eszter Cseh Tamás-emlékesteken is fellépett, továbbá a Karcos üdvözlet-en a Göröngy dal című szám is Cseh emlékére íródott.
2012-ben indult Takáts Eszter Nem a jutalomért... című koncertsorozata, amelyek magyarországi templomokban kerültek megrendezésre. Ugyanebben az évben alakult meg a CATSANDOX formáció, amellyel a nyári fesztiválszezont játszotta végig. A zenekarhoz csatlakozott Müller Péter Sziámi költő, énekes, valamint Kirschner Péter szólógitáros.
A Takáts Eszter Beat Band 2013-ban alakult, hogy Eszter akkor megjelent Hét, Remény, Szeretet című hetedik albumának élő megszólalása is zenekari lehessen. Kirschner Péter, az Európa Kiadó akkori szólógitárosa hangszerelte ezt az első lemezt, és azzal a lendülettel csatlakozott is Eszterhez, a zenekart ketten alapították. Péter nemcsak a hangszerelést illetőleg állt Eszter mellé, hanem a zenekarvezetés nehézségeit is levette a válláról. Még akkor ősszel kiadtak egy Időutazás című háromszámos EP-t, amelyről a Fluorral közös Teremtés című dalhoz klip is készült. Aztán a zenekar ritmusszekciója változott (az új tagság így nézett ki: Takáts Eszter: ének, gitár; Kirschner Péter: szólógitár, vokál; Prommer Patrik: dob, ütőhangszerek, vokál; Szeifert Bálint: basszusgitár, vokál). Együtt vették fel a "big maxi" Elmennék 3 dalát, köztük a Karafiáth Orsolyával közösen írt Oldást. Eszter és Orsolya a Rájátszásban talált egymásra, és már az előző EP-n is szerepelt zenekarosított közös daluk (Őzszem).
Majd kijött ezzel a formációval is egy nagylemez: „Ha túl közel vagy” (2015) címmel. Ezután a zenekar feloszlott, és teljes megújulás után új tagokkal megalakult a Takáts Eszter és Zenekara (2016-).
Az együttes erős talapzatokra épült Horváth Mihály szájharmonikással és Giret Gábor basszusgitárossal, aki a hangszerelést is magára vállalta. Több kislemez és egy dupla nagylemez („Bocsáss meg” 2017) mind a munkáját dicsérik két év leforgása alatt, a zenekar több klipet is forgatott, és mindegyik zenész hozzátesz ehhez az egységhez. A zenekar tagjai még Kosztin László szólógitáros, és a Punnany Massifból ismert Czimerman Csaba dobos.
Említésre méltó még a 2015-ben alapult „Első Puszi” gyerekelőadás, amit a Monthy Python-i és a székely humor sajátos keresztútján tűnődve galoppírozó író-előadóművésszel, Juhász Kristóffal közösen hoztak létre. Először duóban léptek fel, majd a produkció zenekarossá nőtte ki magát (Eszter zenekara részvételével), amit megkoronázott az első gyereklemez és hangjáték megjelenése is 2016-ban.

„Juhász Kristóf humora a szokásos módon megszokhatatlan, és mindig nagyszerűen fordulatos.A kis herceg óta semmi nem volt, ami ilyen módon kötötte volna le a gyerekeinket, mármint hogy közben semmi mást nem játszanak, hanem csak ülnek és figyelik a hangzóanyagot. És többedszerre is ugyanígy. Na igen, és fontos megjegyezni, hogy ez bizony a felnőtteknek is nagyon szórakoztató... Finom szociokulturális irónia, párkapcsolati korjelenségek.”

– Andorka Péter, zeneszerző

A művésznő 2008 óta több ízben kooperált kortárs táncművészekkel is, akik között kiemelkedő Carla Foris (Franciaország, Lille), Le 8 Renversé társulata és Góbi Rita (Magyarország) társulata.

## Együttesek

### Pavilon együttes (2000-2002)
A Takáts Eszter (dalszerző-énekes-gitáros frontember), Bogárdi Aliz (hegedű, brácsa, vokál), Kerekes Kornél (nagybőgő), Babarci Bulcsú (gitár, ütős, vokál, tangóharmonika), Kürti Katinka (fuvola, autentikus fúvósok), Dömösi Tamás (fuvola, szaxofon, ütősök, autentikus fúvósok), Rózsafi Gergely (dob, ütősök), Ughy Tünde (cselló, tekerőlant, vokál) alkotta zenekar saját szerzeményeivel bejárta az egész Dunántúlt. A Gödöllői Dalostalálkozó díját elnyerték 2001-ben. Takáts Eszter 2000 őszén ismerkedett meg Bogárdi Alízzal, aki akkor még a Mecsek Táncegyüttesben brácsázott. Ketten alakították a Pavilon együttest, amely fél év alatt 8 tagúra bővült. A népi és világzenei hangzású a zenekar 4 évig működött. A Golestan együttes „elvitte” három zenészét, akik később megalakították az Intermagyart, és innentől kezdve a Pavilon egyre inkább háttérbe szorult.

### Tea Culpa duó (2005-től)
A Lukács Sándor és Takáts Eszter alkotta formáció 2005 óta létezik és ma is aktív. Megalakulásuk évében a Veszprémi Utcazene Fesztiválon első helyezést értek el.

### GumiZsuzsi zenekar
Tagok
- Takáts Eszter (ének, gitár)
- Kerekes Kornél (nagybőgő, basszusgitár)
- Reiner Ágoston (gitár)
- Zentai Péter (dob)
- Iványi Szabi (gitár, ének, ütőhangszerek)
- Molnár András (billentyűk, ének) – korábbi tag

### Takáts Eszter és zenekara (akusztikus, 2010-2012)
Eszter 2009 júniusában Budapestre költözött, itt állt össze új zenekara 2010 tavaszán.
Tagok
- Takáts Eszter (ének, gitár)
- Szalay Tamás (nagybőgő)
- Bakai Márton (hegedű)
- Restás Gergő (ütőhangszerek, vokál)
- Darvas Kristóf (tangóharmonika)
- Miklós Milán (alapító tag, 2011 nyarán kilépett; piccolo basszusgitár, vokál)

### Takáts Eszter Beat Band (2013-2015)
A Takáts Eszter Beat Band 2013-ban alakult, hogy Eszter akkor megjelent Hét, Remény, Szeretet című hetedik albumának élő megszólalása is zenekari lehessen. Kirschner Péter, az Európa Kiadó szólógitárosa hangszerelte eme első lemezt, és azzal a lendülettel csatlakozott is Eszterhez, a zenekart ketten alapították. Péter nemcsak a hangszerelést illetőleg állt Eszter mellé, hanem a zenekarvezetés nehézségeit is levette a válláról. A zenekarban az a legszebb, hogy mindenki énekel, így sok vokális megszólalás színesíti a fülbemászó, mégis elgondolkodtató melódiákat. Azóta – még akkor ősszel – kiadtak egy Időutazás című háromszámos EP-t, arról a Fluorral közös Teremtés című dalhoz klip is készült. Aztán a zenekar ritmusszekciója változott, Tar Gergő helyét Prommer Patrik, Giret Gáborét pedig Szeifert Bálint vette át. Együtt rögzítették a "big maxi" Elmennék 3 dalát, köztük a Karafiáth Orsolyával közösen írt Oldást. Eszter és Orsolya a Rájátszásban talált egymásra, és már az előző EP-n is szerepelt zenekarosított közös daluk (Őzszem). Eszter ezzel végre beért, a formáció tökéletesen passzol hozzá, a melódiák pedig belemásznak a hallgatók fülébe, hogy aztán sose menjenek ki onnan. Intimitás, és vagányság, feloldást ajándékozó szívzene.
Tagok
- Takáts Eszter – ének, gitár
- Kirschner Péter – szólógitár, vokál
- Prommer Patrik – dob, ütőhangszerek
- Szeifert Bálint – basszusgitár, vokál

### Takáts Eszter és Zenekara (jelenlegi felállás, 2016-)
A 2016 elején megszűnt Takáts Eszter Beat Band után Eszter ismét ezt a nevet vette fel, a zenekar tagsága teljesen lecserélődött.
- Takáts Eszter (ének, gitár)
- Horváth Mihály (szájharmonika)
- Giret Gábor (gitár)
- Czipra Márton (basszusgitár)
- Czimerman Csaba (dob)
- Tóth Károly (dob helyettes tag)
- Kosztin László (szólógitár, korábbi tag)

## Diszkográfia
- 2006 – Rövidtáv (szólólemez)
- 2008 – Kaucsuk Szuzie (Eszter & a GumiZsuzsi)
- 2009 – Ha egy nő szeret… (szólólemez) – 2009. december 1-jén jelent meg Ha egy nő szeret… című albuma, amely egy igazi önvallomás. A tucatnyi árnyalatú lemezen a hegedű, harmonika és gitár alapok mellett közreműködik Rozs Tamás (Szélkiáltó) csellón, Bakai Márton (Club Era) hegedűn, Darvas Kristóf (Specko Jedno) tangóharmonikán. Az albumon tizennégy saját szerzemény található. Az albumot keverte: Schram Dávid.[1][2]
- 2011 – Keményvaj (EP, maxi) – 2011. szeptember 12-én jelent meg a Keményvaj EP, mely az új album előszele, 4 számmal, amelyeken szerepel a Kemény az ágyam – Keringető – Másik hajó – Göröngy dal teljes verzióban.
- 2011 – Karcos üdvözlet (album)
- 2012 – 33remix (maxi) – 2012. novemberben az Akváriumban tartott születésnapi koncerten jelent meg a 4 dalos remixlemez.
- 2012 – Pavilon dalai (album) – Eszter első zenekara, a Pavilon sokáig meg nem jelent lemeze debütált szintén az Akvárium klubban.
- 2013 – Hét remény, szeretet (album) – Pontosan hét év telt el azóta, hogy Eszter megjelentette első albumát, a Rövidtávot (2006), így nem csoda, hogy soron következő hetedik lemezére hét dallal készült, és a Hét remény, szeretet címet adta neki. A lemezt Kirschner Péternél rögzítették, aki hangszerelte, majd masterelte is az anyagot. Vendégként megannyi változatos hangszerrel vonulnak fel különleges zenészek. Regős Ádám konga, Zsámán Attila sámándob, Kürti Katinka fuvola, Dóczy Gabriella hárfa, Bakai Márton hegedű, Pribay Valéria cselló, és ez még csak a kezdete a meglepetéseknek. Eszter életébe eljött egy kiegyensúlyozott korszak, új lemezét ajánlotta mindenkinek, aki hozzá hasonlóan szeret, és aki a szívében is megmelegedne akár hét esztendő után. A borító ezúttal is Forgony Mihály munkáját dicséri.
- 2013 – Időutazás ( Takáts Eszter Beat Band, EP, maxi), a dalok.hu gondozásában online jelent meg
- 2014 – Eszteremix (EP, maxi), a dalok.hu gondozásában online jelent meg
- 2014 – Elmennék (Takáts Eszter Beat Band, EP, maxi)
- 2015 – Ha túl közel vagy (Takáts Eszter Beat Band, EP, maxi)
- 2016 – Árnyékba szívek ( EP, maxi), a WMMD gondozásában online jelent meg
- 2016 – Első Puszi (Takáts Eszter és Juhász Kristóf első gyereklemeze és hangjátéka), Giret Gábor hangszerelte, Porkoláb Károly illusztrálta a lemezhez mellékelt szövegkönyvecskét, a borító Mezei Zsoltnak köszönhető. A lemez a Juhász Kristóf tollából származó "Nulladik szerelem – Első Puszi" recycling bábelőadása alapján született, melyet együtt adnak elő Eszterrel.
- 2017 – Okozz engem másnak (EP, Takáts Eszter és Zenekara, hangszerelte: Giret Gábor, a lemezen közreműködik Heinczinger Mika a Misztrálból)
- 2017 – Bocsáss meg (dupla nagylemez, Takáts Eszter és Zenekara, a szakmai sajtó által az év egyik legjobb lemezeként emlegetett, Giret Gábor hangszerelésével, és stúdiómunkájával. A lemezen közreműködik Heinczinger Mika a Misztrálból)